# Bassin versant de l'oued Gabès
Le bassin versant de l'oued Gabès (arabe : مستجمعات المياه في وادي قابس) est un site naturel situé dans le gouvernorat de Gabès, au sud-est de la Tunisie, et couvrant une superficie de 523 hectares. Il est classé comme une réserve naturelle en 2010.

## Caractéristiques écologiques
Parmi les espèces significatives de la faune du point de vue de la biodiversité, il est possible de citer le chacal, le renard, la gerbille, le goundi, le lièvre, le rat, l'alouette et la Pie-grièche grise.